# Hempin' Ain't Easy
Hempin' Ain't Easy è il terzo album in studio del rapper statunitense B-Legit, pubblicato il 25 luglio 2000 dalla Koch Records.

## Tracce
1. Intro – 0:51 (Brandt Jones, Queen Jenny, Shane Cherry, Geoff Brown, Clinton Sands)
2. Blaze It – 4:27 (Brandt Jones, Marvin Whitemon)
3. Rap Star (feat. Little Bruce & Levitti) – 4:46 (Brandt Jones, Bruce Thurman, Clinton Sands)
4. What They Talkin' About – 3:56 (Charlie Wilson, Lonnie Simmons, Ronnie Wilson, Rudy Taylor)
5. Destiny (feat. Levitti) – 3:56 (Brandt Jones, Lewis King, Marvin Whitemon)
6. The Game Is Cold (feat. Snoop Dogg) – 4:09 (Brandt Jones, Calvin Broadus, Cecil Demetrius Womack Jr., Keith Clark)
7. Hood Ratz & Knuckle Heads (feat. D-Shot, E-40, Otis & Shug) – 3:17 (Brandt Jones, Glenn Grainger)
8. I'm Dyin' with Mine (feat. Lil' Keke & Archie Lee) – 4:08 (Brandt Jones, Sinclair Ridley)
9. It's in the Game – 3:42 (Brandt Jones, Bosko Kante)
10. Hard Head Nigga – 5:00 (Brandt Jones, Sam Bostic)
11. Keep It P.I. (feat. Mac Shawn) – 4:45 (Brandt Jones, DeShawn Dawson, Marvin Whitemon)
12. Where the Gangstas At (feat. Kurupt & Mack 10) – 3:04 (Brandt Jones, Ricardo Brown, William Calhoun, Cecil Demetrius Womack Jr., Keith Clark)
13. Grape Wine – 3:56 (Brandt Jones, Marvin Whitemon)
14. Touch You There (feat. Harm) – 3:58 (Brandt Jones, Rodney Waller, Anthony Gilmour)
15. Gold Ones (feat. Richie Rich) – 4:41 (Brandt Jones, Marvin Whitemon, Richard Serrell)
16. Scared Man (feat. E-40 & The Mossie) – 4:29 (Brandt Jones, Earl Stevens, Marv Taplin, Dulon Stevens, Kevin Davis, Marvin Whitemon)
17. The World Is a Mutha (Brandt Jones, Lewis King)
18. To All My Playaz (feat. Big Remy, Shortyega, Ronnie Simpson & Mr. Clean) – 4:52 (Franne Golde, Dennis Lambert, Duane Hitchings)

## Successo commerciale
Hempin' Ain't Easy ha esordito al 64º posto della Billboard 200 con 21 000 copie vendute. L'album è rimasto 6 settimane in classifica.

## Classifiche
| Classifiche (2000) | Posizione massima |
| ------------------ | ----------------- |
| Stati Uniti        | 64                |